# 石井てる美
石井 てる美（いしい てるみ、1983年7月4日 - ）は、日本のお笑いタレント。ワタナベエンターテインメント所属。

## 略歴
東京都出身。4歳から6歳までをカナダとアメリカで過ごす。白百合学園中学校・高等学校に入学。中2から高2まで学園祭実行委員を務める。（高2のときは実行委員長。）同校卒業後、2002年、東京大学文科三類に入学。当初は外交官への憧れもあったが、入学後に日本国外での活動を志して理系に転向。工学部社会基盤学科（土木工学を専門とする学科）に新設された『国際プロジェクトコース』に魅力を感じ、同学科へ進学。発展途上国のインフラ整備について学ぶ。ODAも含め途上国のインフラ整備関連の研究のため、3年次はタイ王国に1か月半ほど、4年次はデンマークに2か月滞在するインターンを経験し、2006年同大学工学部卒業、2008年同大学院修士課程修了。
学生時代はサークル活動としてビートルズをコピーした音楽バンドでベースとボーカルを担当（ジョン・レノン・ミュージアム アマチュアバンドコンテストでは入賞）などしていた。また、大学・大学院在学中を通じて、タイ、デンマーク、フィリピンと3カ国でのインターンシップや交換留学を経験した。また、大学院在学中の2007年2月には、「成長と環境」をテーマにした論文で、アジア開発銀行による『アジア・太平洋論文コンテスト』に入賞している。さらに、専攻した社会基盤学においては論文「フィリピンにおける政治過程分析を用いた大気汚染対策導入の実現可能性の検討」に2008年3月に学内賞（古市賞）を授与される。

### お笑い芸人に

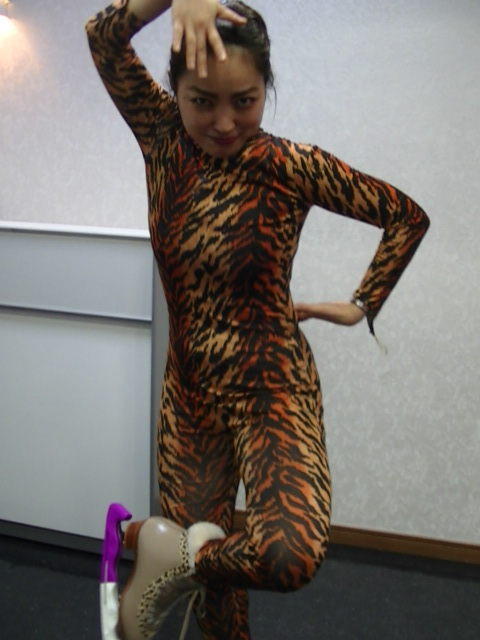
アリーナ・ザギトワのものまねの時の石井てる美（2018年4月）

大学院修了後の2008年、外資系コンサルティング会社であるマッキンゼー・アンド・カンパニーに入社し、本人いわく「42.195kmのマラソンを100m走の速さで走るような」多忙な日々を送る。シビアな評価に過度なプレッシャーとストレスで週末には過呼吸になったり、うつのような状況も経験。「死んだ方が楽」と感じるまで追い詰められたときに「どうせいつか死ぬんだったらその前に本当にやってみたかったことをやろう」という境地に至った。そのとき、脳裏に浮かんだのが高校時代の学園祭で友人たちが喜んでくれた顔で「芸人に挑戦しよう」という思いを強め、約1年4カ月の勤務の後に退社を決意した。退社時にはマッキンゼー全社員にお笑い養成所合格通知を添付した挨拶メールを送付した。なお、同期入社組だけには、これとはまた別内容のメールを送付していた。
退職前の有給休暇を利用して養成学校を受験、退社後の2009年10月、芸能事務所・ワタナベエンターテインメントによるタレント養成学校「ワタナベコメディスクール」に11期生として入学し、翌年9月に卒業した。しかし卒業の際に受けたワタナベエンターテインメントの審査で不合格となり所属はかなわなかった。この時にダメならもう仕方ないなどと思って一度は再就職活動も始めたが、そんな時にマッキンゼー時代のメンターだった先輩に背中を押されるような声をかけられ、芸人になることに挑戦し続けることを決める。後に出演したお笑いライブに、元マッキンゼー日本支社長の平野正雄も石井を観に来ていた。
2010年には雑誌  『アエラ』（朝日新聞出版）に、新進のお笑い芸人として取り上げられた。2011年10月には、クイズタイムショック（テレビ朝日）に出演して準決勝に進出している。これをきっかけにワタナベエンターテインメント所属も決まる。2013年には韓国アイドルのモノマネネタで初めて事務所ライブで優勝を果たし、テレビのネタ番組への出演も叶う。 
ネタは英単語ネタ、ベースを弾きながらの東大あるあるネタ、少女時代のパロディーの一人コント「短足時代」、土偶コスプレキャラの「土偶ちゃん」、ヒラリー・クリントンのモノマネコント、「言いづらい言葉を英語っぽく言うネタ」などがある。2016年アメリカ合衆国大統領選挙の際には自費でニューヨーク入りし、ヒラリーのモノマネの格好をしてタイムズスクエアなどでその行方を見守っていた。2016年アメリカ合衆国大統領選挙でドナルド・トランプの当選後は、イヴァンカ・トランプのモノマネも行うようになり、ドナルド・トランプのモノマネをするレイザーラモンRGと共演することもある。2018年平昌オリンピック以降はアリーナ・ザギトワの物真似も始めている。なお、ザギトワとは2018年4月8日に横浜アリーナで開催されたスターズ・オン・アイスの終演後に初対面している。
2022年、サントリー食品インターナショナル「ボス」の商品「クラフトボス ミルキープレッソ ダブルホワイトラテ」「クラフトボス ミルキープレッソビターラテ」の「ニューニューな朝」篇（出演：杉咲花、神木隆之介、役所広司）などのテレビCMの中で発せられている「ニューニュー語」の監修を務めている。前述の「言いづらい言葉を英語っぽく言う」のネタを買われての起用とのことである。

## 人物
特技は英語モノマネ（インド人、イギリス人、映画『タイタニック』のセリフ再現）、書道（「あきつ会」で五段の二段上に当たる「推薦」取得の他、書道大会での入選歴多数）、ベース弾き語り、三点倒立（ヒラリー・クリントンのモノマネのネタ中でも披露している）。
少女時代は親戚同士で集まっていた中では落語家の真似をしたり踊ったりしていつもその中心で場をにぎやかす存在で、自分自身を「ひょうきんな子供」だったと振り返っている。大学院生時代にはインターンシップで各国から集まった学生の前でモノマネを披露するなど「アフターファイブ要員、宴会要員」だったとしている（しかしまだこの頃はお笑い芸人を目指していたわけではなかった）。
趣味は一人カラオケ、フィギュアスケート観戦。フィギュアスケートでは、2006年2月に実際に現地までトリノオリンピックを観に行き、荒川静香の優勝の瞬間に観客として立ち会うことができたという。また、2014年2月のソチオリンピックにもフィギュアスケートの観戦と応援に行っていた。ここにおいて、浅田真央の競技開始前のそのときに「真央ちゃんなら出来る!」と叫んだのが石井である（この時は声が開場中に響き渡り、テレビ中継の解説者もこの声を拾って言及したことがあった）。ビートルズ、デイヴィッド・フォスターやジャーニーなど80年代洋楽、SHINeeや少女時代などK-POP、accessのファン。
TOEIC990点。英語検定1級も取得。「インテリ三頭身」と自称している。
身長は150 cm。

## 出演

### テレビ
- 超タイムショック（テレビ朝日、2011年10月13日、12月21日、2012年4月11日、7月24日）
- クイズプレゼンバラエティー Qさま!!（テレビ朝日、2011年11月14日初出演、以後複数回出演）
- 超豪華!!スタア同窓会（日本テレビ、2011年12月20日）
- 全力!銭ナール → カンニング竹山の銭ナール → カンニング竹山の銭ナール女学院 → カンニング竹山のゼニウスの夜 （毎日放送、2012年2月～2013年3月、レギュラー）
- ネプリーグ（フジテレビ、2012年4月30日）
- ピロロン学園（日本テレビ、2012年6月27日）
- たけしのコマ大数学科（フジテレビ、2012年12月11日、2013年1月7日、1月21日、7月8日）
- ひるおび!（TBS、2013年3月22日）
- ココロウゴーク（フジテレビ、2013年6月22日）
- 笑神様は突然に…（日本テレビ、2013年7月26日）
- スパニチ!!年収格差別!お金バラエティ ピラミッド（TBS、2013年7月27日）
- FNS27時間テレビ 女子力全開2013 乙女の笑顔が明日をつくる!!（フジテレビ、2013年8月4日 笑っていいとも！コーナー「女芸人100人アンケート」）
- お笑いワイドショー マルコポロリ!（関西テレビ、2013年9月8日、2016年5月1日）
- 日本ざっくりディスカバリー（テレビ新広島、2013年11月24日）
- 今、この顔がスゴい!（TBS、2014年1月16日）
- ニノさん（日本テレビ、2014年4月13日）
- ニュースウオッチ9（NHK総合、2014年5月30日）
- コサキン・天海の超発掘!ものまねバラエティー マネもの（フジテレビ、2014年9月27日は『クリムゾン・キングの宮殿』のジャケット写真の物真似で、2015年3月26日はヒラリー・クリントンの物真似でそれぞれ出演）
- 新春大売出し!さんまのまんま（関西テレビ・フジテレビ、2015年1月2日 今田耕司オススメ芸人コーナー）
- 真麻の部屋へようこそ（NOTTV、2015年2月20日、2月27日）
- ウラマヨ!（関西テレビ、2015年3月14日、2016年1月26日）
- ネタの保笑人（日本テレビ、2015年4月6日深夜）
- チャージ730!（テレビ東京、レギュラー出演）
- 解決!ナイナイアンサー（日本テレビ、2015年4月28日）
- 視点・論点（NHK、2015年5月5日）
- 土曜特番『くりぃむしちゅーのヒューマンルーレット』（日本テレビ、2015年5月30日）
- 憤る人をなだめる「まぁまぁマイク」&働く女を徹底取材「なぜ?そこ?」2本立てSP（テレビ朝日、2015年5月30日）
- 土曜スペシャル「絶景ハウマッチ!?一度は見たいアノ絶景！行くといくらかかる？」（テレビ東京、2015年8月29日）
- ビートたけしのTVタックル（テレビ朝日、2015年9月28日）
- 好きか嫌いか言う時間（TBS、2015年10月1日初出演、以後複数回出演）
- カンニングのDAI安★吉日!（BSフジ、2015年10月3日）
- バイキング（フジテレビ、2016年3月1日）
- AbemaPrime（AbemaTV、2016年4月 - 金曜レギュラー出演）
- 『ぷっ』すま（テレビ朝日、2016年5月28日）
- グサッとアカデミア（日本テレビ、2016年6月9日）
- おとなの基礎英語（NHK Eテレ、2016年7月 - 2017年4月若井桜 役）
- 有田ジェネレーション（TBS、2016年7月25日 - 「有田ジェネレーションズ」としてレギュラー出演）
- シューイチ（日本テレビ、2016年8月21日「ブレイクちょい前芸人」コーナー）
- 踊る!さんま御殿!!（日本テレビ、2016年8月30日）
- スターが開店! 淳&ブラマヨのおしゃべり商店街（フジテレビ、2016年10月4日)
- フィギュアベマ!!〜GPシリーズ開幕SP!!あなたもフィギュアを観たくなる！〜（AbemaTV、2016年10月16日）
- 日本人の3割しか知らないこと くりぃむしちゅーのハナタカ!優越館（テレビ朝日、2016年11月3日）
- ウソのような本当の瞬間!30秒後に絶対見られるTV（テレビ東京、2016年11月29日）
- 超ハマる!爆笑キャラパレード（フジテレビ、2016年12月3日初出演）- 2016年12月3日は「ヒラリー・シュリントン」（ヒラリー・クリントン）に扮して、「ドナルド・シュリンプ」（ドナルド・トランプ）に扮するレイザーラモンRGと共演[42]
- ナカイの窓（日本テレビ、2016年12月8日）
- ハク学の壁（フジテレビ、2017年1月21日）
- アカデミーナイトG（TBS、2017年3月29日、2017年5月24日）
- 情報プレゼンター とくダネ! コーナー「木曜のおぐら家」(フジテレビ、2017年4月20日 - )
- 直撃LIVE グッディ!（フジテレビ、2017年4月3日-2018年9月28日)　金曜パネラー
- 東大王（TBS、2017年4月30日）
- ウチのガヤがすみません!（日本テレビ）- 2017年5月24日初出演
- 決戦は金曜日！（フジテレビ、2017年7月4日 - 12月26日、レギュラー出演）
- 良かれと思って!（フジテレビ）- 2018年1月31日
- Going!Sports&News（日本テレビ）- 2018年3月4日
- 戦え!スポーツ内閣（MBSテレビ）- 2018年 第71回
- フィギュアGPシリーズ世界一決定戦2018 アメリカ大会（2018年10月21日[43][44] - 22日[45]、AbemaTV） -解説
- フィギュアGPシリーズ世界一決定戦2018 フランス大会（2018年11月23日 - 、AbemaTV）

### ラジオ
- RADIPEDIA（J-WAVE、2012年10月11日）
- HELLO WORLD（J-WAVE、2013年5月8日）
- TOKYO MORNING RADIO（J-WAVE、2013年8月6日）
- RENDEZ-VOUS（J-WAVE、2013年8月15日）
- よんぱち 48hours 〜WEEKEND MEISTER〜（TOKYO FM、2013年9月13日）
- 三菱UFJニコス presents 松任谷正隆 DEAR PARTNER（TOKYO-FM、2014年2月2日）
- 元気になるラジオ!なべラジ!（RKBラジオ、2014年3月20日）
- HELLO WORLD（J-WAVE、2015年2月25日 「勝手に応援団」コーナーにフィギュアスケートファンとして）
- 辛坊治郎ズーム_そこまで言うか! (ニッポン放送、2016年1月16日)
- シューカツHANGOUT!（ラジオNIKKEI第1、2017年1月22日 - ）
- みぃ子てる美のこんなのはじめて → こんなのはじめて(FM-FUJI、2018年7月7日 - 2020年3月28日)[46]
- terminal (FM FUJI、2019年4月3日 - 2021年3月31日）
- Bumpy (FM FUJI、2021年4月7日 - ）

### イベント
- 講演「マッキンゼー出身の女性お笑いタレントが語る、人生一度きりをどう生きるか？」（Goodfind主催、2011年11月19日、2012年12月7日）
- 大学生向けイベント「Turning Point」登壇（2012年1月7日）
- 出版記念トークライブ 「石井てる美×ラリー遠田【お笑い東大対談】東大生って結局どうなの？」（2013年8月4日）

## 掲載

### 新聞
- 朝日新聞（2012年2月11日「元気のひみつ」、4月3日「リレーおぴにおん -たかがシューカツ-」）
- 日刊ゲンダイ（2013年12月28日、新春特別号）
- 朝日中高生新聞（2015年8月9日、「英検１級を持つ東大卒お笑い芸人 石井てる美さんに聞く」）
- 朝日新聞デジタル（2015年12月25日、「センター試験中鼻血どばーっ！お笑い芸人石井てる美さん」）
- 日本経済新聞（2016年9月28日、「さぁ準備会社デビュー 先輩からアドバイス」）

### 雑誌
- JJ（光文社、2012年10月号）
- FRIDAY（講談社、2013年4月26日号）
- 週刊プレイボーイ（集英社、2014年4月28日号）
- 日経ビジネスアソシエ（日経BP、2014年5月号）
- GINZA（マガジンハウス、2014年5月号）
- FLASH（光文社、2014年7月1日号）
- 週刊朝日（朝日新聞出版、2015年3月20日号）
- 日経トレンディ（日経BP、2015年4月号）
- 週刊ダイヤモンド（ダイヤモンド社、2015年8月22日号）
- フィギュアスケート ぴあ（ぴあ株式会社、2015年11月10日号）
- 日経マガジン教育特集号（日本経済新聞社、2016年10月21日）

## 著書
- 私がマッキンゼーを辞めた理由―自分の人生を切り拓く決断力（2013年、角川書店）
- キャリアを手放す勇気（2018年1月、日本経済新聞出版社）